# Ollerton
Ollerton – miasto w Anglii, w hrabstwie Nottinghamshire, w dystrykcie Newark and Sherwood. Leży 29 km na północ od miasta Nottingham i 198 km na północ od Londynu. Ollerton jest wspomniana w Domesday Book (1086) jako Alretun.